# Jan van Zadelhoff
Jan van Zadelhoff was Tweede Kamerlid van de SDAP van 1918 tot 1937. Hij leefde van 1868 tot 1946.

## Als onderwijzer
Jan van Zadelhoff volgde in Dordrecht een opleiding tot onderwijzer. Hij was na afronding van zijn opleiding waarnemend hoofd van een school in een Westmaas. Daarna kreeg hij een aanstelling als onderwijzer in Dordrecht vanaf 1887.

## Politieke activiteiten voor en naast het lidmaatschap voor de SDAP
Van Zadelhoff was lid van de Sociaal-Democratische Bond. Hij richtte samen met medelid Jan Andries Bergmeijer een afdeling van de bond van onderwijzers op. De Sociaal-Democratische Bond splitste in 1894. Van Zadelhoff bleef bij de Socialistenbond. Van Zadelhoff was één van de oprichters van de Bestuurdersbond, waar hij jaren vicevoorzitter van was. Hij sloot zich samen met Bergmeijer aan bij de werkliedenkiesvereniging in 1897. Hij was ook een van de bewerkers van een lokaal blad van de sociaaldemocraten: de volksstem. Van Zadelhoff was voorzitter van de Sociaal-Democratische Vereeniging van 1898-1899. Van Zadelhoff was vicevoorzitter van de Bond van Nederlandsche Onderwijzers onder voorzitter Frans Ossendorp van 1903 tot 1927. Van Zadelhoff was een vroeg voorstander om de bvNo toe te voegen aan de arbeidersbeweging wat uiteindelijk gerealiseerd werd in 1924.

## In de SDAP
Van Zadelhoff richtte samen met anderen de afdeling van de SDAP in Dordrecht op. Hij was een radicaal lid van de SDAP. Hij was één van de mensen die afdwong, bij het Nederlands comité voor het algemeen kiesrecht tijdens de oprichtingsvergadering in 1899, dat ze zich ook moesten inzetten voor vrouwenkiesrecht.Jan van Zadelhoff kwam een paar jaar later Suzanne Groeneweg, later het eerste vrouwelijke Kamerlid, tegen toen ze nog maar net lid was van de partij, wie hij moest overtuigen van haar eigen talent.
Van Zadelhoff was ook een fel antimilitarist. Tijdens de Eerste Wereldoorlog verzette hij zich tegen de steun voor landsverdediging binnen de partij. Hij dreigde zelfs de partij uit te stappen vanwege deze kwestie. De meer antimilitaristische motie van de afdeling Dordrecht werd desondanks verworpen door het partijcongres. Na de Russische revolutie was Van Zadelhoff voorstander van het steunen van de bolsjewieken, vanwege hun onttrekking uit de oorlog. Niet veel later stelde Van Zadelhoff voor om het leger en de vloot af te schaffen wanneer de oorlog over was.

## Politieke carrière
Jan van Zadelhoff werd provinciale statenlid in Zuid-Holland in 1916. Dit bleef hij tot 1937.In 1918 werd Van Zadelhoff lid van de Tweede Kamer. Hij was onder andere woordvoerder over onderwijs, ondanks de vier andere onderwijzers in de SDAP-fractie. Hij was mede-indiener van het amendement dat voorstelde dat schoolhoofden ook onderwijs moesten geven. Hij hield zich ook bezig met het onderwerp dierenbescherming. Hij bracht een amendement aan in de Vogelwet dat een einde maakte aan de massale vangst van kooivogels. Van Zadelhoff was ook als kamerlid zeer begaan met het antimilitarisme. Jan van Zadelhoff had ook een verkiezingstoespraak namens de SDAP dat de SDAP zich inzet voor ontwapening en dat we in vrede en in broederschap moeten leven. Hij zegt hierin dat bewapening zal uitlopen tot een nieuwe mensenslachting. Vliegen zegt dat de wet die in 1923 dienstweigeren mogelijk maakte grotendeels te danken was aan Van Zadelhoff.[3] Hij zette zich ook in voor een parlementair initiatief om te ontwapenen. Hij veroorzaakte tijdens zijn inzet voor dit initiatief bij de debatten opschudding binnen de Tweede kamer door te verklaren dat niet op de sociaaldemocraten gerekend kan worden bij een oorlog. De fractie was hier niet blij mee en Van Zadelhoff werd daarvoor berispt. Het SDAP-congres nam in 1928 een resolutie aan dat militaire mobilisatie in sommige omstandigheden onvermijdelijk is. In hetzelfde jaar schrijft Paul Kies een brochure tegen mobilisatie. Hierin benoemt hij een conflict tussen voorman van de SDAP Albarda en Jan van Zadelhoff. Volgens Kies ging dit over de oorlogsbegroting en hebben zowel de sociaaldemocratische media als Albarda de mening van Jan van Zadelhoff verkeerd weergegeven. In de jaren dertig werkte Van Zadelhoff met Paul Kies tevergeefs samen om te proberen de discussie over eenzijdige ontwapening aan te zwengelen binnen de partij. Jan van Zadelhoff schreef in die tijd ook een betoog over waarom een Nederlands leger slecht was voor het land. Hij geloofde dat we Nederland niet konden verdedigen tegen externe dreiging. Hij dacht ook dat een leger juist gevaarlijk was voor Nederland, omdat als een land een leger had het land misschien gedwongen kunnen worden om partij te kiezen bij een oorlog.
Het antimilitarisme was flink geslonken binnen de SDAP in de jaren dertig. Hij stopte met zijn werk als politicus in 1937 op 69-jarige leeftijd. In 1946 was hij niet tevreden met de naam Partij van de Arbeid. Van Zadelhoff stelde zelf de naam Democratisch-Socialistische Partij van de Arbeid voor.

## Opvallend stemgedrag
Jan van Zadelhoff heeft samen met Duis als enigen van de SDAP-fractie tegen de zuiderzeewet gestemd in 1925. In 1926 was Van Zadelhoff één van de SDAP’ers die tegen de goedkeuring van het verdrag van België stemde. Hij stemde samen met een minderheid van de SDAP-fractie in 1930 voor amendement Lingbeek om de voorgestelde benoembaarheid van geestelijken tot raadslid en andere politieke functies te schrappen.